# Milan Jurčo

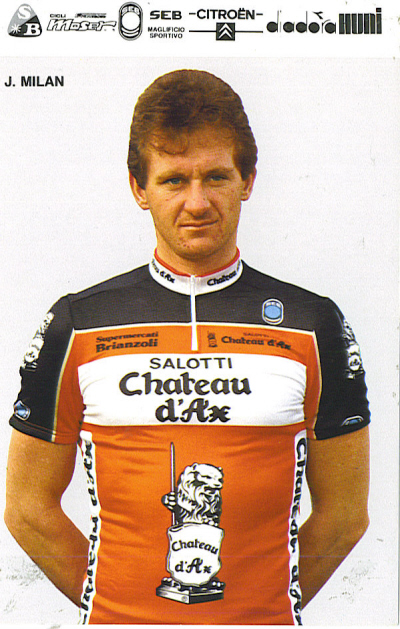
Milan Jurčo 1988

Milan Jurčo (* 14. September 1957 in Liptovský Mikuláš) ist ein ehemaliger tschechoslowakischer Radrennfahrer.
Als Amateur gewann Jurčo 1979 eine Etappe in der Kuba-Rundfahrt, 1981 die Tour of Scotland (wobei er drei Etappen und die Sprintwertung gewann), 1982 das Etappenrennen Circuit des Ardennes sowie 1984 die Rheinland-Pfalz-Rundfahrt. Zur Saisoneröffnung 1979 und 1982 gewann er jeweils das Rennen Velká Bíteš–Brno–Velká Bíteš.
Jurco verfügte über ausgeprägte Zeitfahrqualitäten, den nationalen Titel im Einzelzeitfahren gewann er viermal, 1979, 1983, 1985 und 1986.
Nachdem er bei den Weltmeisterschaften 1985 mit dem tschechoslowakischen Straßenvierer die Silbermedaille im Mannschaftszeitfahren über 100 Kilometer gewonnen hatte, gelang ihm 1986 ein Etappensieg beim Giro Ciclistico d’Italia, der Italienrundfahrt für Amateure.
Darauf wurde Jurčo im Jahr 1987 Profi beim italienischen Radsportteam Supermercati Brianzoli-Chateau d’Ax, für das er beim abschließenden Einzelzeitfahren des Giro d’Italia 1987 den dritten Platz belegte. Er startete in dieser Zeit unter anderem zweimal bei der Tour de France: 1987 gab er das Rennen auf der 19. Etappe auf. 1988 wurde er 139. der Gesamtwertung.
Nach zwei Jahren bei der österreichischen Mannschaft Varta–ELK Haus beendete Jurčo seine Profilaufbahn.